# Aweil
Aweil (Uwail, în arabă أويل) este un oraș  în partea de nord-vest a Sudanului de Sud, la o distanță de 800 km nord vest de Juba. Este reședinta  statului Bahr al Ghazal de Nord. Conform unei estimări din 2009 localitatea avea 33.419 locuitori. Până la data de 9 iulie 2011 a făcut parte din Sudan. Stația de calea ferată a fost construită în anii 1960. Aeroport.